# Miqueas (profeta)
Miqueas fue un profeta de origen campesino de finales del siglo VIII a. C., proveniente de Moreshet una pequeña aldea de la fértil llanura de Sefelá a unos 30 kilómetros al suroccidente de Jerusalén. Fue autor del libro de la Biblia que lleva su nombre.

## Profecía
Su labor se cumplió en tiempos de los reyes Jotán de Judá, Acaz y Ezequías y fue contemporáneo de los profetas Isaías, Oseas y Amós. Demostró un gran celo por el pacto con Yahveh y consideró que la infidelidad al amor de Dios se hace sentir en la explotación del prójimo. Amó a su pueblo campesino y pastoril y vio en él el interés de Yahveh.
Denunció a los ricos y poderosos y a los sacerdotes y falsos profetas que actuaban para conseguir poder y privilegios. Rechazó el abuso de los aristócratas de Jerusalén contra la mayoría del pueblo campesino y la instrumentalización de la religión para ocultar las injusticias sociales.
La predicación de Miqueas fue de tal alcance que influyó para que Ezequías intentara algunas reformas en Judá.

## Uso en el Nuevo Testamento
Especial significado y valor representa el pasaje Miqueas 5:2 citado expresamente en Mateo 2:6 como profecía del lugar del nacimiento del Mesías, Belén de Judá:
| Y tú, Belén Efratá, tan pequeña entre los clanes de Judá, de ti me nacerá el que debe gobernar a Israel: sus orígenes se remontan al pasado, a un tiempo inmemorial. Miqueas 5:2 | Y tú, Belén, tierra de Judá, ciertamente no eres la menor entre las principales ciudades de Judá, porque de ti surgirá un jefe que será el Pastor de mi pueblo, Israel. Mateo 2:6 |

## Libro de Miqueas
El libro de Miqueas pertenece a los libros proféticos del Antiguo Testamento (o Tanaj). Fue escrito a finales del siglo VIII a. C. por el profeta que lleva su nombre. Este libro contiene 7 capítulos, donde se narran las actividades y profecías del profeta mismo.
| Predecesor: Isaías (profeta) | Profeta de Israel | Sucesor: Nahúm (profeta) |